# برهان‌الدین اولاکان
برهان‌الدین اولاکان پاریمان  (انگلیسی: Burhanuddin Ulakan; ۱ ژانویهٔ ۱۶۴۶ – تاریخ ورودی نامعتبر است) عالم (اسلام) روحانی اسلامی اهل منطقه مینانگکابائو اندونزی بود. او را پیشگامان ترویج اسلام در غرب سوماترا می‌دانند. او همچنین به عنوان یکی از چهره‌های فرمانده نهضت‌های اسلامی علیه استعمار هلند شناخته می‌شود.
با توجه به باورهایی که برهان‌الدین اولاکان داشت او را یک مرشد صوفی از طریقت شطاریه مستقر در منطقه مینانگکابائو به‌شمار می‌آورند.